# 蔡聿彪
蔡聿彪（1922年—2000年），男，江苏苏州人，中国制药专家，教授级高级工程师，中国青霉素研制奠基人之一，曾任药典委员会委员。